# LOVE A LOVE feat. SEAMO/メロディーのようなLIFE feat. Metis
「LOVE A LOVE feat. SEAMO／メロディーのようなLIFE feat. Metis」（ラバラブ・フィーチャリング・シーモ／-ライフ・フィーチャリング・メティス）は、MEGARYUの2枚目のシングル。

## 概要
- 初回限定生産で、初のコラボシングルである。同じ東海地方出身のSEAMOと、自身で立ち上げたイベント「岐阜メガトンパンチ」にゲスト出演した経験のあるMetisをフィーチャー。
- ジャケットはMetisが描いたイラスト。
- 「LOVE A LOVE feat. SEAMO」のミュージックビデオには、MEGARYU、SEAMO、高瀬洋子が出演[1]。
- 期間限定でCDに封入されているURLからアンケートに答えると、参加した人が同年7月に発売される初のベストアルバムのジャケットに名前が掲載される。

## 収録曲
1. LOVE A LOVE feat. SEAMO
2. メロディーのようなLIFE feat. Metis
3. LOVE A LOVE feat. SEAMO（instrumental）
4. メロディーのようなLIFE feat. Metis（instrumental）

## タイアップ
LOVE A LOVE feat. SEAMO
- テレビ東京系「流派-R」エンディングテーマ
- 日本テレビ系「GALACTICA シーズン2」エンディングテーマ